# OMIM
OMIM（Online Mendelian Inheritance in Man）は、継続的な更新が行われている、ヒトの遺伝子と遺伝疾患、形質に関するカタログであり、遺伝子と表現型の関係に特に焦点を当てたものである。2019年6月28日現在、OMIMの25,000以上のエントリーのうち、約9,000が表現型に関するものである。残りは遺伝子に関するものであり、その多くが既知の表現型と関連づけられている。

## バーションと歴史
OMIMは、1966年から1998年にかけて12版が発行されたビクター・マキュージックによるMendelian Inheritance in Man（MIM）をオンライン化したものである。MIMの初版の1,486のエントリは、ほぼすべてが表現型に関するものである。
MIM/OMIMは、ジョンズ・ホプキンス大学医学部（JHUSOM）で制作とキュレーションが行われている。OMIMは1987年にJHUSOMのWelch Medical Libraryの指導のもと、ハワード・ヒューズ医学研究所からの資金援助を受けてインターネット上で公開された。1995年から2010年までは、アメリカ国立生物工学情報センターからのインフォマティクスと資金の援助により、OMIMはWWW上で公開されていた。OMIMの現在のウェブサイト（OMIM.org）はJHUSOMからの資金提供により開発されたもので、アメリカ国立ヒトゲノム研究所の資金援助のもとジョンズ・ホプキンス大学によって維持管理がなされている。

## 収集過程と利用
MIM/OMIMのコンテンツは、発表された査読つき生物医学文献からの選択とレビューに基づいている。コンテンツの更新は、ジョンズ・ホプキンス大学McKusick-Nathans Institute of Genetic MedicineのAda Hamoshの指導のもと、サイエンスライターとキュレーターのチームによって行われている。OMIMは一般に公開されているが、主に遺伝疾患に関わる医師や他の医療従事者、遺伝学の研究者、科学・医学分野の学生の利用のために設計されている。また、遺伝疾患に関する文献を探すためのリソースとしても利用されており、その分類体系は遺伝疾患の統一された索引として医学文献で広く利用されている。

## MIM分類体系

### MIM番号
OMIMのエントリにはそれぞれ固有の6桁の識別子が与えられる。
- 100000–299999: 常染色体遺伝子座または表現型（1994年5月15日以前に作成されたエントリ）
- 300000–399999: X連鎖遺伝子座または表現型
- 400000–499999: Y連鎖遺伝子座または表現型
- 500000–599999: ミトコンドリア遺伝子座または表現型
- 600000以降: 常染色体遺伝子座または表現型（1994年5月15日以降に作成されたエントリ）

アレル異質性の場合、エントリのMIM番号には小数点とバリアントを特定する固有の4桁の番号が付加される。例えば、HBB遺伝子（141900）のアレルバリアントは141900.0001から141900.0538までのナンバリングがなされている。
OMIMでは遺伝疾患の分類と命名が行われるため、これらの番号は疾患の安定識別子となる。

### MIM番号の前のシンボル
MIM番号の前のシンボルはエントリのカテゴリを表している。
- エントリ番号の前のアスタリスク（*）は、そのエントリが遺伝子であることを表している。
- エントリ番号の前の番号記号（#）は、そのエントリが記述的なエントリ、多くの場合は表現型のエントリであり、固有の遺伝子座に関するものではないことを表している。エントリの最初の段落にはこのシンボルが利用されている理由が書かれている。表現型に関連する遺伝子については最初の段落に記載された別のエントリで説明がなされている。
- エントリ番号の前のプラス記号（+）は、そのエントリに配列既知の遺伝子と表現型に関する記述が含まれていることを表している。
- エントリ番号の前のパーセント記号（%）は、そのエントリがメンデル型の表現型または表現型遺伝子座であることは確認されているものの、その分子基盤が不明であることを表している。
- エントリ番号の前に何のシンボルも存在しない場合、一般的にそのエントリではメンデル型の基盤が疑われているものの、明確には確立されていない表現型の記述がなされていること、またはその表現型と他のエントリーの表現型との分離が不明であることを表している。
- エントリ番号の前のキャレット（^）は、そのエントリーがデータベースから削除されたか、示された他のエントリに移動したため、そのエントリが存在しないことを表している。